# Parafia św. Doroty w Sławucie
Parafia św. Doroty w Sławucie – parafia znajdująca się w diecezji kamienieckiej w dekanacie Połonne, na Ukrainie. Obecnie liczy 850 wiernych. Duszpasterstwo prowadzone jest również w języku polskim
W parafii pracują siostry z Zgromadzenia Sióstr Opatrzności Bożej. Proboszcz sławucki sprawuje opiekę duszpasterską również w parafiach: Niepokalanego Poczęcia NMP w Berezdowie, Miłosierdzia Bożego w Maraczówcie i Wszystkich Świętych w Żukowie.

## Historia
Obecny kościół św. Doroty został ufundowany w 1822 roku przez ówczesnego właściciela Sławuty, ks. Eustachego Sanguszkę. Od 1848 jest kościołem parafialnym. Konsekrował go w 1861 biskup łucko-żytomierski Kasper Borowski. Poprzedni kościół katolicki zamieniony został w zbór protestancki.
25 stycznia 1930 aresztowano proboszcza sławuckiego ks. Feliksa Zabuskiego, który po 8 latach łagrów został zamordowany. W 1935 kościół został zamknięty. Otwarto go ponownie podczas okupacji niemieckiej po czym znowu zamknięto w 1946. W 1990 zwrócony wiernym. Wtedy też odrodziła się parafia. Ponownie konsekrowany w 1994 przez biskupa kamienieckiego Jana Olszańskiego MIC.